# Premi Oscar 1951
La 23ª edizione della cerimonia di premiazione dei Premi Oscar si è tenuta il 23 marzo 1951 a Los Angeles, al RKO Pantages Theatre, condotta dall'attore e ballerino Fred Astaire.

## Vincitori e candidati
Vengono di seguito indicati in grassetto i vincitori. Dove ricorrente e disponibile, viene indicato il titolo in lingua italiana e quello in lingua originale tra parentesi.

### Miglior film
- Eva contro Eva (All about Eve), regia di Joseph L. Mankiewicz
- Nata ieri (Born Yesterday), regia di George Cukor
- Il padre della sposa (Father of the Bride), regia di Vincente Minnelli
- Le miniere di re Salomone (King Solomon's Mines), regia di Compton Bennett e Andrew Marton
- Viale del tramonto (Sunset Blvd.), regia di Billy Wilder

### Miglior regia
- Joseph L. Mankiewicz - Eva contro Eva (All about Eve)
- Billy Wilder - Viale del tramonto (Sunset Blvd.)
- George Cukor - Nata ieri (Born Yesterday)
- Carol Reed - Il terzo uomo (The Third Man)
- John Huston - Giungla d'asfalto (The Asphalt Jungle)

### Miglior attore protagonista
- José Ferrer - Cirano di Bergerac (Cyrano de Bergerac)
- Louis Calhern - The Magnificent Yankee (The Magnificent Yankee)
- William Holden - Viale del tramonto (Sunset Blvd.)
- James Stewart - Harvey
- Spencer Tracy - Il padre della sposa (Father of the Bride)

### Migliore attrice protagonista
- Judy Holliday - Nata ieri (Born Yesterday)
- Anne Baxter - Eva contro Eva (All about Eve)
- Bette Davis - Eva contro Eva (All about Eve)
- Eleanor Parker - Prima colpa (Caged)
- Gloria Swanson - Viale del tramonto (Sunset Blvd.)

### Miglior attore non protagonista
- George Sanders - Eva contro Eva (All about Eve)
- Jeff Chandler - L'amante indiana (Broken Arrow)
- Edmund Gwenn - L'imprendibile signor 880 (Mister 880)
- Sam Jaffe - Giungla d'asfalto (The Asphalt Jungle)
- Erich von Stroheim - Viale del tramonto (Sunset Blvd.)

### Migliore attrice non protagonista
- Josephine Hull - Harvey
- Hope Emerson - Prima colpa (Caged)
- Celeste Holm - Eva contro Eva (All about Eve)
- Nancy Olson - Viale del tramonto (Sunset Blvd.)
- Thelma Ritter - Eva contro Eva (All about Eve)

### Miglior sceneggiatura
- Joseph L. Mankiewicz - Eva contro Eva (All about Eve)
- Ben Maddow e John Huston - Giungla d'asfalto (The Asphalt Jungle)
- Albert Maltz - L'amante indiana (Broken Arrow)
- Frances Goodrich e Albert Hackett - Il padre della sposa (Father of the Bride)
- Albert Mannheimer - Nata ieri (Born Yesterday)

### Migliori soggetto e sceneggiatura
- Charles Brackett, Billy Wilder e D. M. Marshman Jr. - Viale del tramonto (Sunset Blvd.)
- Ruth Gordon e Garson Kanin - La costola di Adamo (Adam's Rib)
- Virginia Kellogg e Bernard C. Schoenfeld - Prima colpa (Caged)
- Joseph L. Mankiewicz e Lesser Samuels - Uomo bianco tu vivrai! (No Way Out)
- Carl Foreman - Il mio corpo ti appartiene (The Men)

### Miglior soggetto
- Edna Anhalt e Edward Anhalt - Bandiera gialla (Panic in the Streets)
- Leonard Spigelgass - La strada del mistero (Mystery Street)
- Giuseppe De Santis e Carlo Lizzani - Riso amaro
- William Bowers e André De Toth - Romantico avventuriero (The Gunfighter)
- Sy Gomberg - Bill sei grande! (When Willie Comes Marching Home)

### Miglior fotografia
- Bianco e nero

- Robert Krasker - Il terzo uomo (The Third Man)
- Milton Krasner - Eva contro Eva (All about Eve)
- Harold Rosson - Giungla d'asfalto (The Asphalt Jungle)
- Victor Milner - Le furie (The Furies)
- John F. Seitz - Viale del tramonto (Sunset Blvd.)

- Colore

- Robert Surtees - Le miniere di re Salomone (King Solomon's Mines)
- Charles Rosher - Anna prendi il fucile (Annie Get Your Gun)
- Ernest Palmer - L'amante indiana (Broken Arrow)
- Ernest Haller - La leggenda dell'arciere di fuoco (The Flame and the Arrow)
- George Barnes - Sansone e Dalila (Samson and Delilah)

### Miglior scenografia
- Bianco e nero

- Hans Dreier, John Meehan, Sam Comer e Ray Moyer - Viale del tramonto (Sunset Blvd.)
- Lyle Wheeler, George W. Davis, Thomas Little e Walter M. Scott - Eva contro Eva (All about Eve)
- Cedric Gibbons, Hans Peters, Edwin B. Willis e Hugh Hunt - Il Danubio rosso (The Red Danube)

- Colore

- Hans Dreier, Walter Tyler, Sam Comer e Ray Moyer - Sansone e Dalila (Samson and Delilah)
- Cedric Gibbons, Paul Groesse, Edwin B. Willis e Richard A. Pefferle - Anna prendi il fucile (Annie Get Your Gun)
- Ernst Fegté e George Sawley - Uomini sulla Luna (Destination Moon)

### Migliori costumi
- Bianco e nero

- Edith Head e Charles LeMaire - Eva contro Eva (All about Eve)
- Jean Louis - Nata ieri (Born Yesterday)
- Walter Plunkett - The Magnificent Yankee

- Colore

- Edith Head, Dorothy Jeakins, Gile Steele e Gwen Wakeling - Sansone e Dalila (Samson and Delilah)
- Michael Whittaker - La rosa nera (The Black Rose)
- Walter Plunkett e Valles - La saga dei Forsyte (That Forsyte Woman)

### Migliori effetti speciali
- George Pal Productions - Uomini sulla Luna (Destination Moon)
- Cecil B. DeMille Productions - Sansone e Dalila (Samson and Delilah)

### Miglior montaggio
- Ralph E. Winters e Conrad A. Nervig - Le miniere di re Salomone (King Solomon's Mines)
- Barbara McLean - Eva contro Eva (All about Eve)
- James E. Newcom - Anna prendi il fucile (Annie Get Your Gun)
- Arthur Schmidt e Doane Harrison - Viale del tramonto (Sunset Blvd.)
- Oswald Hafenrichter - Il terzo uomo (The Third Man)

### Miglior sonoro
- Thomas T. Moulton e 20th Century-Fox Studio Sound Department - Eva contro Eva (All about Eve)
- C. O. Slyfield e Walt Disney Studio Sound Department - Cenerentola (Cinderella)
- Leslie I. Carey e Universal-International Studio Sound Department - Amo Luisa disperatamente (Louisa)
- Gordon Sawyer e Samuel Goldwyn Studio Sound Department - Noi che ci amiamo (Our Very Own)
- Cyril Crowhurst e Pinewood Studio Sound Department - Trio

### Migliore colonna sonora
- Film musicale
  - Adolph Deutsch e Roger Edens - Anna prendi il fucile (Annie Get Your Gun)
  - Lionel Newman - I'll Get By
  - Oliver Wallace e Paul J. Smith - Cenerentola (Cinderella)
  - André Previn - Tre piccole parole (Three Little Words)
  - Ray Heindorf - The West Point Story

- Film drammatico o commedia
  - Franz Waxman - Viale del tramonto (Sunset Blvd.)
  - Max Steiner - La leggenda dell'arciere di fuoco (The Flame and the Arrow)
  - Alfred Newman - Eva contro Eva (All about Eve)
  - George Duning - Non siate tristi per me (No Sad Songs for Me)
  - Victor Young - Sansone e Dalila (Samson and Delilah)

### Miglior canzone
- "Mona Lisa", musica e testo di Ray Evans e Jay Livingston - La spia del lago (Captain Carey, U.S.A.)
- "Be My Love", musica di Nicholas Brodszky, testo di Sammy Cahn - Il pescatore della Louisiana (The Toast of New Orleans)
- "Bibbidi-Bobbidi-Boo", musica e testo di Mack David, Al Hoffman e Jerry Livingston - Cenerentola (Cinderella)
- "Mule Train", musica e testo di Fred Glickman, Hy Heath e Johnny Lange - L'amante del bandito (Singing Guns)
- "Wilhelmina", musica di Josef Myrow, testo di Mack Gordon - La Venere di Chicago (Wabash Avenue)

### Miglior documentario
- The Titan: Story of Michelangelo, regia di Robert J. Flaherty e Richard Lyford
- With These Hands, regia di Jack Arnold

### Miglior cortometraggio
- Grandad of Races, regia di Gordon Hollingshead
- Blaze Busters, regia di Robert Youngson
- Wrong Way Butch, regia di Dave O'Brien

### Miglior cortometraggio a 2 bobine
- La valle dei castori (In Beaver Valley), regia di James Algar
- Grandma Moses, regia di Jerome Hill
- My Country 'Tis of Thee, regia di Gordon Hollingshead

### Miglior cortometraggio documentario
- Why Korea?, regia di Edmund Reek
- The Fight: Science against Cancer, regia di Morten Parker
- The Stairs, regia di Film Documents Inc.

### Miglior cortometraggio d'animazione
- Gerald McBoing-Boing, regia di Robert Cannon
- Il cugino di Jerry (Jerry's Cousin), regia di Joseph Barbera e William Hanna
- Trouble Indemnity, regia di Pete Burness e John Hubley

## Premi speciali

### Premio onorario al miglior film straniero
- Le mura di Malapaga (Au-delà des grilles), regia di René Clément (Francia-Italia)

### Premio alla carriera
- George Murphy per i suoi servizi nell'interpretazione dell'industria cinematografica al paese in generale.
- Louis B. Mayer per l'importante contributo all'industria cinematografica.

### Premio alla memoria Irving G. Thalberg
- Darryl F. Zanuck